# Сборная Белиза по футболу
Сборная Белиза по футболу (англ. Belize national football team) — команда, представляющая Белиз в международных матчах и турнирах по футболу. Контролируется Федерацией футбола Белиза.

## История
Хотя Белиз получил независимость от Великобритании в 1981 году, страна не сыграла ни одного матча до 1995 года. Своё первое международное выступление сборная Белиза провела на турнире Кубка наций Центральной Америки 1995, в котором выбыла в первом раунде после проигрыша соперникам по группе — сборным Сальвадора и Коста-Рики.
Заняв четвёртое место в Центральноамериканском кубке 2013, сборная Белиза квалифицировалась в свой первый главный региональный турнир — Золотой кубок КОНКАКАФ 2013. Команда выбыла из соревнования после групповой стадии не набрав ни одного очка, но смогла забить свой единственный мяч в ворота США, в конечном итоге чемпиона турнира.
Сборная Белиза достигла своего наивысшего рейтинга ФИФА в апреле 2016 года, поднявшись на 114-е место в мире. В рейтинге ФИФА на 14 июня 2016 года занимает 166-е место.

## История выступлений

### Чемпионат мира
- С 1930 по 1994 — не существовала
- С 1998 по 2026 — не прошла квалификацию

### Золотой кубок КОНКАКАФ
- 1991 — не существовала
- 1993 — не существовала
- 1996 по 2002 — не прошла квалификацию
- 2003 — не участвовала
- 2005 по 2011 — не прошла квалификацию
- 2013 — групповой этап
- 2015 — не прошла квалификацию
- 2017 — не прошла квалификацию
- 2019 — не прошла квалификацию
- 2021 — не прошла квалификацию
- 2023 — не прошла квалификацию

### Центральноамериканский кубок
- 1991 по 1993 — не существовала
- 1995 — 1-й тур
- 1997 — не прошла квалификацию
- 1999 — 1-й тур
- 2001 — 1-й тур
- 2003 — не участвовала
- 2005 — 1-й тур
- 2007 — 1-й тур
- 2009 — 1-й тур
- 2011 — 1-й тур
- 2013 — 4-е место
- 2014 — 1-й тур
- 2017 — 1-й тур

## Тренеры
- Мануэль Бильчес (1999—2001)
- Лерой Шеррер Льюис (2001, 2012—2013, 2014—2015)
- Антонио Виейра (2006—2007)
- Пальмиро Салас (2008, 2018—2019)
- Иэн Морк (2008, 2013—2014)
- Хосе де ла Пас Эррера (2010—2012)
- Хорхе Нуньес (2015—2016)
- Рихард Орловский (2016—2018)
- Винченцо Альберто Аннезе (2019—2020)
- Дейл Пелайо Ст. (2020—2021, и. о.)
- Давид Перес Асенсио (2022—н.в.)